# Thomas H. Weller
Thomas Huckle Weller, född 15 juni 1915 i Ann Arbor, Washtenaw County, Michigan, död 23 augusti 2008 i Needham, Norfolk County, Massachusetts, var en amerikansk virolog. Han tilldelades 1954, tillsammans med John F. Enders och Frederick C. Robbins, Nobelpriset i fysiologi eller medicin för upptäckten att poliovirus kan odlas i ett provrör, med hjälp av en kombination av mänsklig embryonal hud och muskelvävnad. Detta banade väg för framställning av poliovacciner.

## Biografi
Weller började sin utbildning på University of Michigan, där hans far Carl Vernon Weller var professor vid institutionen för patologi. I Michigan studerade han medicinsk zoologi och tog en kandidatexamen och en masterexamen på en uppsats om fiskparasiter. År 1936 började han gå på Harvard Medical School och 1939 började han arbeta under John Franklin Enders, med vilken han senare (tillsammans med Frederick Chapman Robbins) skulle dela Nobelpriset.
År 1945 gifte sig Weller med Kathleen Fahey, som dog 2011 vid 95 års ålder. De fick två söner och två döttrar.  

## Vetenskapligt arbete
Det var Enders som fick Weller involverad i forskning om virus och vävnadskulturteknik för att identifiera infektionssjukdomar. Weller fick sin medicine doktorsexamen 1940 och började arbeta på Children's Hospital i Boston. År 1942, under andra världskriget, gick han in i arméns medicinska kår och var stationerad vid Antilles Medical Laboratory i Puerto Rico, där han befordrades till majors rang och var chef för anläggningens avdelningar för bakteriologi, virologi och parasitologi. Efter kriget återvände han till Children's Hospital i Boston, och det var där, som han 1947 återförenades med Enders i den nyskapade forskningsavdelningen för infektionssjukdomar. Efter flera ledande befattningar, i juli 1954, utsågs han till chef för Tropical Public Health Department vid Harvard School of Public Health. Weller tjänstgjorde också från 1953 till 1959 som direktör för kommissionen för parasitiska sjukdomar vid American Armed Forces Epidemiological Board.
Förutom sin forskning om polio, för vilken han vann Nobelpriset, bidrog Weller också till att behandla snäckfeber, och coxsackievirus. Han var också den första att isolera viruset som är orsak för vattkoppor. 

## Utmärkelser och hedersbetygelser
År 1954 tilldelades han George Ledlie-priset som ett erkännande av sin forskning om röda hund och cytomegalovirus(CMV).